# Kosina (województwo podkarpackie)
Kosina – wieś w Polsce położona w województwie podkarpackim, w powiecie łańcuckim, w gminie Łańcut.
Kosina leży 23 km na wschód od stolicy Podkarpacia – Rzeszowa przy drodze krajowej nr 94 oraz  linii kolejowej nr 91 (Kraków – Medyka) z przystankiem Kosina. Pod względem liczby ludności zajmuje drugie miejsce w gminie (po Kraczkowej).
Prywatna wieś szlachecka, położona w województwie ruskim, w 1739 roku należała wraz z folwarkiem do klucza Kańczuga Lubomirskich. W latach 1973–1976 miejscowość była siedzibą gminy Kosina. W latach 1975–1998 miejscowość administracyjnie należała do województwa rzeszowskiego.

## Części wsi
| SIMC    | Nazwa        | Rodzaj     |
| ------- | ------------ | ---------- |
| 0655043 | Klin         | część wsi  |
| 0655050 | Kosina Dolna | część wsi  |
| 0655066 | Kosina Górna | część wsi  |
| 0655072 | Małodobra    | przysiółek |

## Położenie geograficzne i podział Kosiny
Miejscowość położona jest w północno-wschodniej części powiatu łańcuckiego. Zgodnie z układem mapy opisującym Regiony Fizycznogeograficzne według Jerzego Kondrackiego Kosina leży w Regionie Karpackim, prowincji Karpat Zachodnich z Podkarpaciem Zachodnim i Północnym, pod prowincji Podkarpacie Północne w Kotlinie Sandomierskiej. Od północy graniczy z Pradoliną Podkarpacką, poprzez Podgórze Rzeszowskie, na terenie którego znajduje się praktycznie cała Kosina, aż niemal do granic Pogórza Dynowskiego.
Jej powierzchnia obejmuje obszar 2043,89 ha. Przez Kosinę przepływa rzeczka Kosinka. Wieś dzieli się na dwie części: południową, zwaną Kosiną Górną – ze względu na pagórkowaty teren, oraz na północną, nazywaną Kosiną Dolną – położoną na nizinnym terenie.
Oprócz tych podziałów obszarowych, istnieje jeszcze inny podział wsi na poszczególne części o określonych nazwach. „Klin” – to kraniec południowy, wciskający się w obszar Markowej i Gaci. Przeciwległa część to „Małodobra”, prawdopodobnie ta nazwa się przyjęła ze względu na ubogie, podmokłe obszary ziemi. Ta część, która leży po prawej stronie rzeczki Kosinka to „Wielka Strona” – ze względu na większą liczbę gospodarstw, a ta po lewej to „Mała Strona”.

## Klimat
Kosina leży w swoistym cieniu opadowym. Większość gwałtownych burz przechodzi kilka-kilkadziesiąt km na północ, południe bądź pd.-zach. od niej. Temperatury są za to nieco niższe niż np. w Rzeszowie. Często zaporą dla burz z zachodu jest początek pogórza – okolice Czudca i Lutoryża (gdzie często pada grad, a deszcze są ulewne), a nawet Rzeszowa.

## Historia
Miejscowość powstała za czasów panowania króla Kazimierza Wielkiego na prawie magdeburskim, jako osada kolonistów niemieckich. Po niemiecku nazwana Kosch (1651). Po raz pierwszy wzmiankowana w dokumencie lokacyjnym wsi Noua Villa Daz Newdorf (Kraczkowa) z 1369 roku, gdzie wśród świadków został wymieniony sołtys Kosiny „scultetus in Kossyna nomine Johannes”. W 1384 r. była tu parafia rzymskokatolicka. Dokumentem wystawionym w Budzie 5 maja 1384 roku legat papieski kardynał Dymitr zatwierdził nadanie dziesięciny kapitule przemyskiej, między innymi ze wsi Cossyn. 
Pierwszym właścicielem wsi był Otto z Pilczy lub jego zięć Wincenty Granowski, kasztelan i starosta nakielski (zm. 1410), który ufundował w 1409 roku kościół, a następnie Elżbieta, wdowa po nim. Po jej śmierci w posiadaniu potomków Pileckich z Łańcuta. W 1450 roku właścicielem był Jan z Pilczy wnuk Ottona i syn Elżbiety Granowskiej trzeciej żony Władysława Jagiełły. Kolejnymi właścicielami była rodzina Stadnickich, od której wieś przejął Stanisław Lubomirski. W rękach Lubomirskich Kosina pozostała do pierwszej połowy XVIII wieku. W latach 1738–1788 jako właściciele notowani byli książęta Sanguszkowie. Po nich, w drodze licytacji, osadę nabyła Kunegunda Prekowa. Kolejną dziedziczką została księżna Elżbieta z Czartoryskich Lubomirska (1733–1816). Nowa właścicielka w 1802 roku oddała Kosinę (z miastem Przeworskiem i siedmioma okolicznikami wsiami) swojemu ulubieńcowi i wychowankowi, Henrykowi Lubomirskiemu. Administratorem folwarku Lubomirskich był Antoni Zabielski. Lubomirscy z Przeworska dzierżyli Kosiną do 1944 roku.

## Zabytki
We wsi znajduje się drewniany kościół konstrukcji zrębowej pw. św. Sebastiana, wzniesiony w roku 1737. W roku 1980 był gruntownie odnawiany z całkowitą wymianą gontów. W miejscu starej kruchty wzniesiona została nowa. We wnętrzu zachował się pierwotny wystrój, m.in. polichromia iluzjonistyczna z XVIII w. Poprzednio stał w tym miejscu najstarszy kościół w Kosinie z XV w., spalony przez Tatarów 12 czerwca 1624 roku razem z proboszczem ks. Jaklewiczem i ludnością, która się tam schroniła. W czasie najazdu tatarskiego, hordy pod wodzą Kantymira zniszczyły całą wieś, biorąc ludzi w jasyr. Znaczna część wziętych do niewoli została uwolniona po klęsce Tatarów w bitwie pod Martynowem, zadanej im przez hetmana Stanisława Koniecpolskiego.
Kościół parafialny pw. św. Stanisława Biskupa – Usytuowany w centrum wsi, nieopodal drogi krajowej nr 4. Murowany z cegły, otynkowany, orientowany, modernistyczny. Wewnątrz rzeźba św. Antoniego z Dzieciątkiem z 2 poł. XVIII wieku przeniesiona z przydrożnej kapliczki, krucyfiks w tęczy z XVII wieku. Od wschodu, północy oraz częściowo od południa zachowane pozostałości obwarowań. Kościół filialny pw. św. Sebastiana. Usytuowany w południowej części wioski o nazwie Kosina Górna, wśród zabudowy mieszkalnej, po wschodniej stronie potoku Kosinka, w centralnej części, niewielkiego, sztucznie usypanego wzniesienia w kształcie owalnym. Drewniany, konstrukcji zrębowej, pobity gontem, orientowany, salowy, z prezbiterium zamkniętym trójbocznie, kruchtą od zachodu i zakrystią od północy. Nawa przykryta stropem, zaś nad prezbiterium strop przybiera formę silnie spłaszczonej kolebki pozornej. Dachy dwuspadowe o lekko wygiętych połaciach pobite gontami. Wnętrze kościoła pokryte iluzjonistyczną polichromią, zapewne z XVIII wieku, naśladującą podziały architektoniczne i okna. Kościół posiada bogate wyposażenie z okresu XVII/XVIII wieku. Na uwagą zasługuje manierystyczny ołtarz główny z 2 ćw. XVII wieku w formie tryptyku z bogatą snycerską dekoracją ornamentalną. W polu głównym obraz z przedstawieniem św. Sebastiana (mal. Jan Tabiński, 1864 r.) drewniana chrzcielnica rokokowa z 2. poł. XVIII wieku, barokowa szafa zakrystyjna z 1. ćw. XVII wieku. Krzyże barokowe z XVIII wieku. Kościół jest otoczony współczesnym, drewnianym ogrodzeniem. W jego obrębie znajduje się szereg drewnianych świątków przeniesionych z miejscowych kapliczek. Na szczególną uwagę zasługuje figurka św. Jana Nepomucena z końca XVII wieku. Plebania – usytuowana w pobliżu kościółka, wybudowana na początku XX wieku, murowana.
Kapliczki:
- zlokalizowana w pobliżu kościoła parafialnego, u stóp wzgórza plebańskiego, drewniana, oszalowana deskami, posadowiona na postumencie z kamienia polnego. Wewnątrz figurka św. Antoniego z Padwy.
- statua NMP, postawiona na jednym z bastionów ziemnych przy kościele parafialnym. Na wysokim, betonowym postumencie tablica z napisem: „RP 1908 Na pamiątkę jubileuszową 2 setną rocznicę kościoła, 50 letnia kapłaństwa Ojca Świętego Piusa X, 60 letnią panowania cesarza Franciszka Józefa, 50 letnią objawienia Matki Bożej w Lourdes, 34 roku pasterzowania ks. Jana Jędrzejowskiego proboszcza w Kosinie dziekana leżajskiego Podkomorzego Jego Świątobliwości”.

Dawny folwark Lubomirskich usytuowany jest w centrum wsi, po południowej stronie drogi nr 94. Z obszernych niegdyś zabudowań zachowała się, wzniesiona na początku XX wieku, murowana rządcówka (później nieczynne już przedszkole) oraz stajnie zabudowane w czworoboczne gumno. Wokół pozostałości parku z wiekowymi jesionami i lipami.
W centrum wioski przy szosie znajdują się trzy zabytkowe budynki użyteczności publicznej, z okresu międzywojennego: dawny urząd gminy (następnie poczta), młyn oraz szkoła podstawowa. Najciekawszym obiektem jest murowany młyn, który powstał dzięki zaadaptowaniu części zabudowań po wcześniejszym zajeździe.

## Ludzie związani z Kosiną
- por. Bronisław Górski – od 1935 pracował jako nauczyciel, ofiara zbrodni katyńskiej
- mjr Leopold Lis-Kula (1896–1919) – major piechoty Wojska Polskiego, kawaler Orderu Virtuti Militari
- o. Ignacy Euzebiusz Pelc (1871-1942) – franciszkanin konwentualny, ofiara KL Auschwitz.
- bł. Józef Achilles Puchała – błogosławiony  z grona 108 męczenników
- Stanisław Urban (1943–2017) – polski naukowiec, specjalista ekonomiki rolnictwa, poseł na Sejm PRL IX kadencji.
- ppł. Stefan Zabielski – (1887–1940) – podpułkownik dyplomowany kawalerii Wojska Polskiego, ofiara zbrodni katyńskiej
- ks. Henryk Uchman (1882–1966) – duchowny diecezji przemyskiej, proboszcz i dziekan w Sieniawie, więziony i represjonowany przez władze carskie i komunistyczne.

## Sport
W Kosinie działa klub sportowy LKS „Dąb”, który powstał w 1950 roku. Od sezonu 2019/2020 drużyna występuje w klasie rozgrywkowej A. W 2013 roku oddano do użytku, po przebudowie, stadion wraz z zapleczem, natomiast w 2019 roku oddano do użytku nowe oświetlenie oraz trybuny.

## Fotografie

Kościół pw. św. Sebastiana
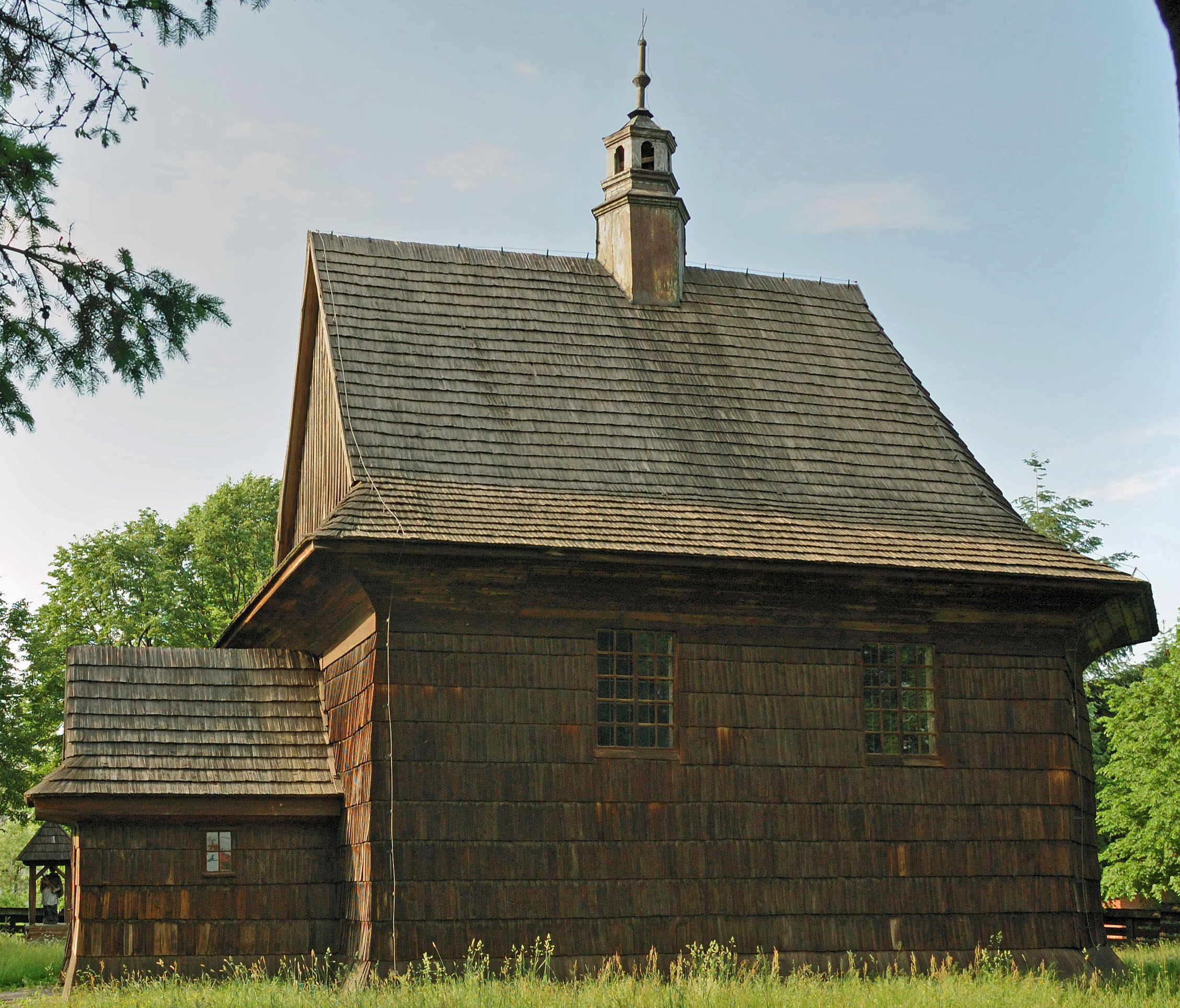
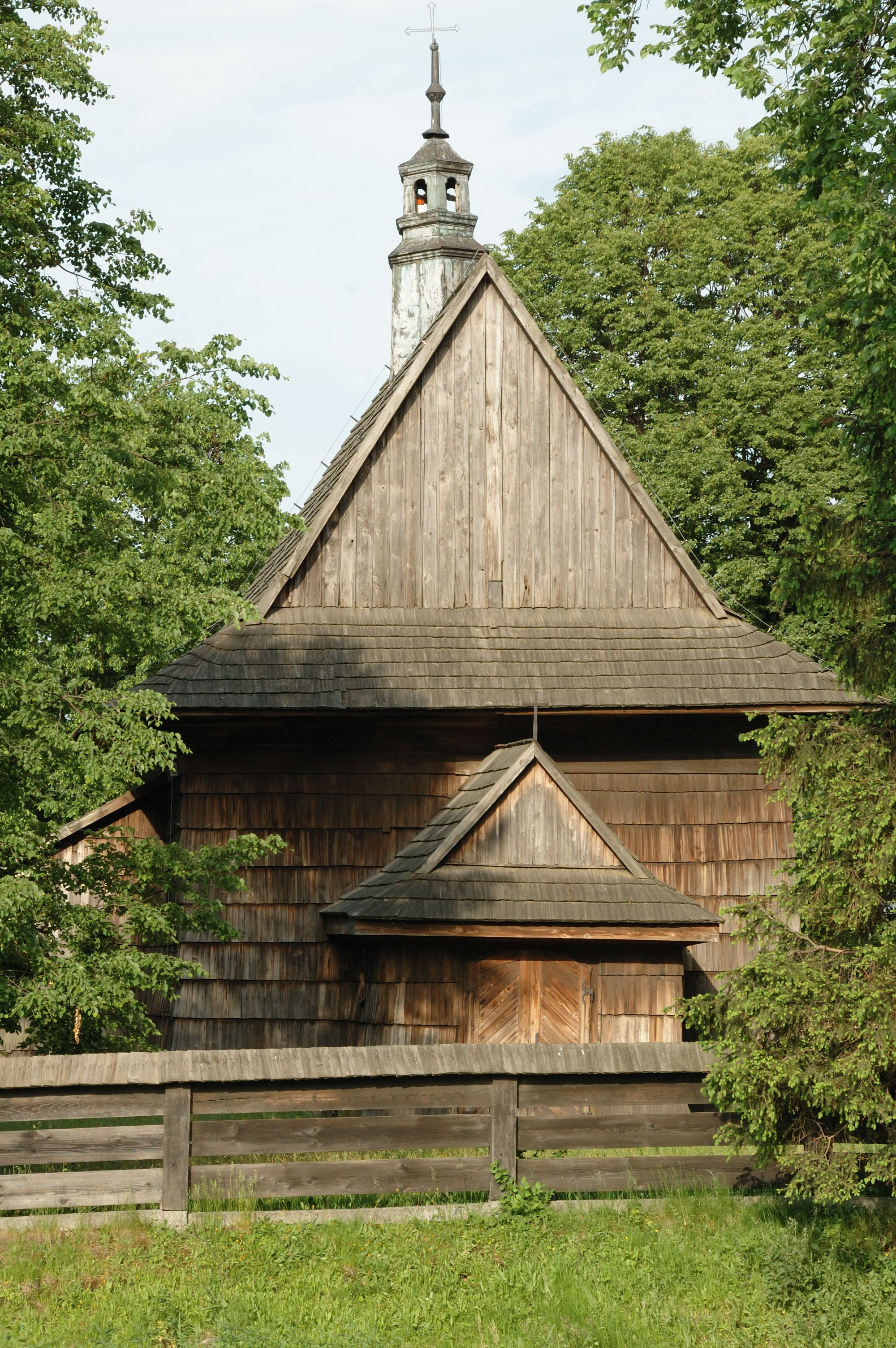

Kościół pw. św. Stanisława
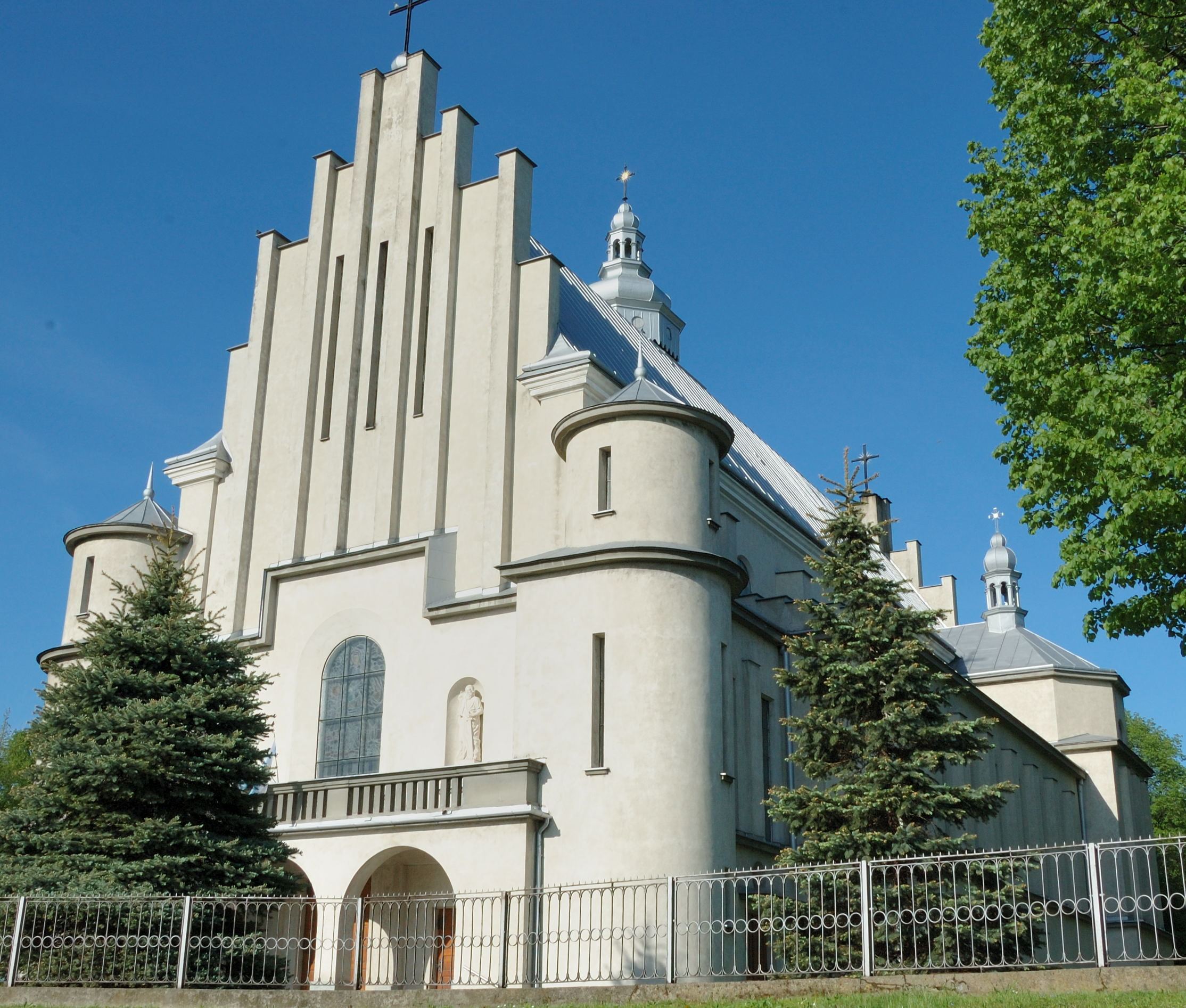
widok od frontu
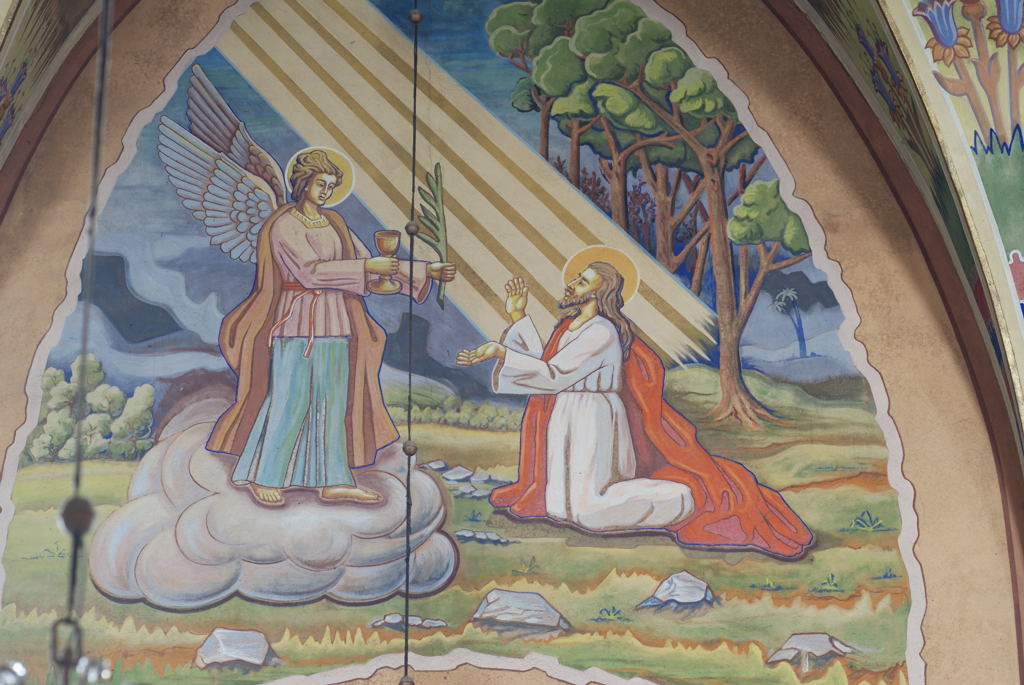
polichromia, nawa główna
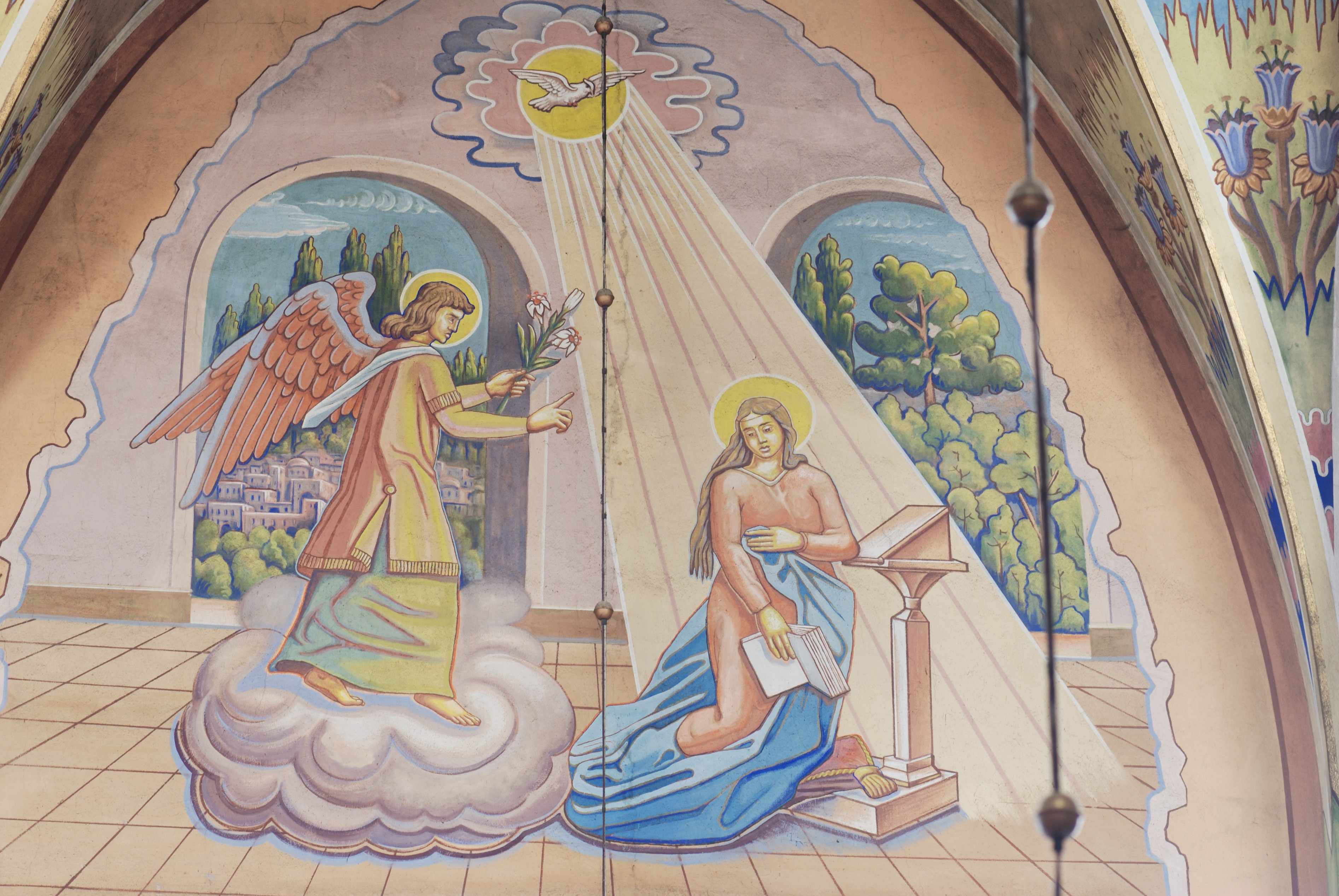
polichromia, nawa główna
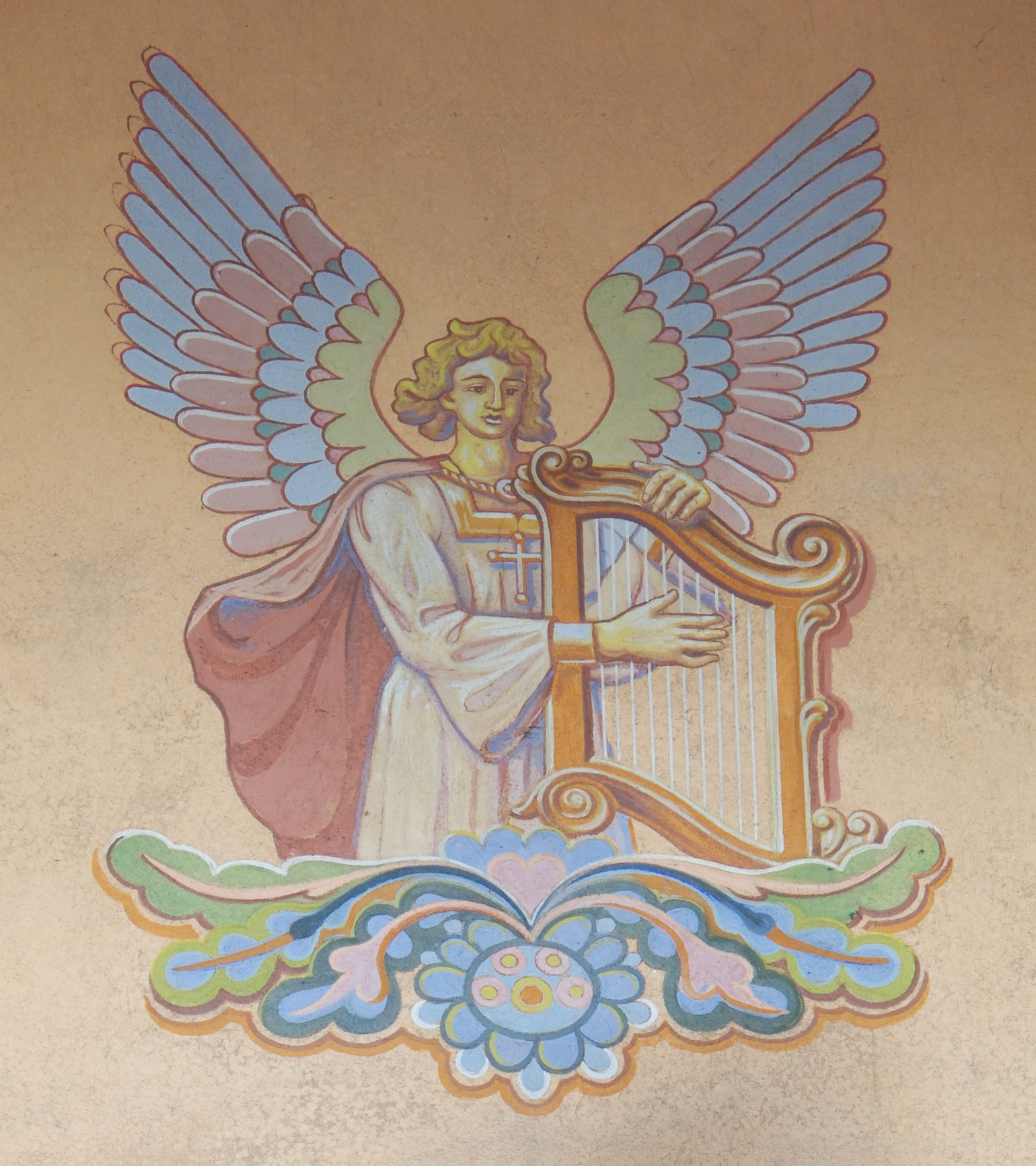
polichromia, chór
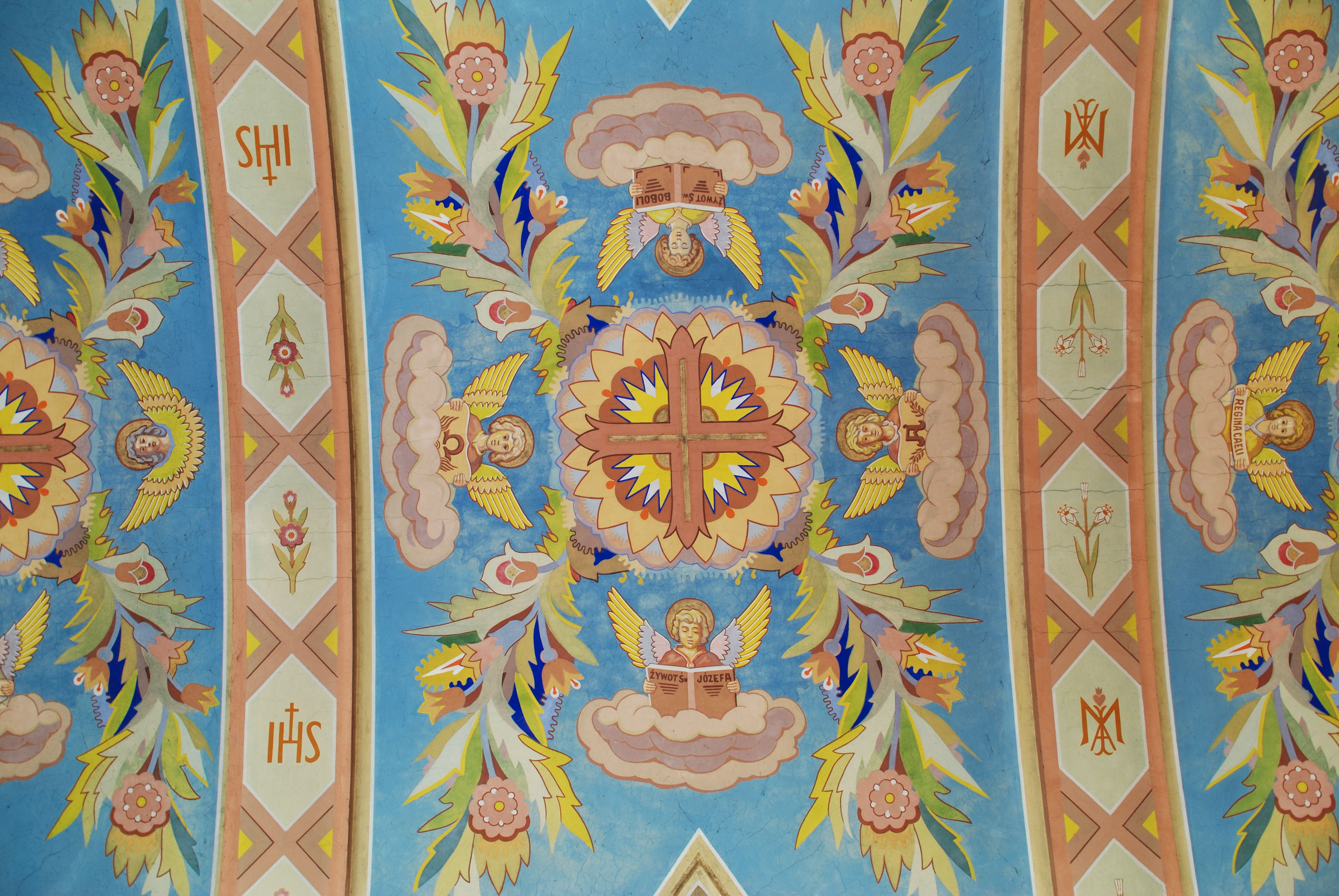
polichromia, sklepienie
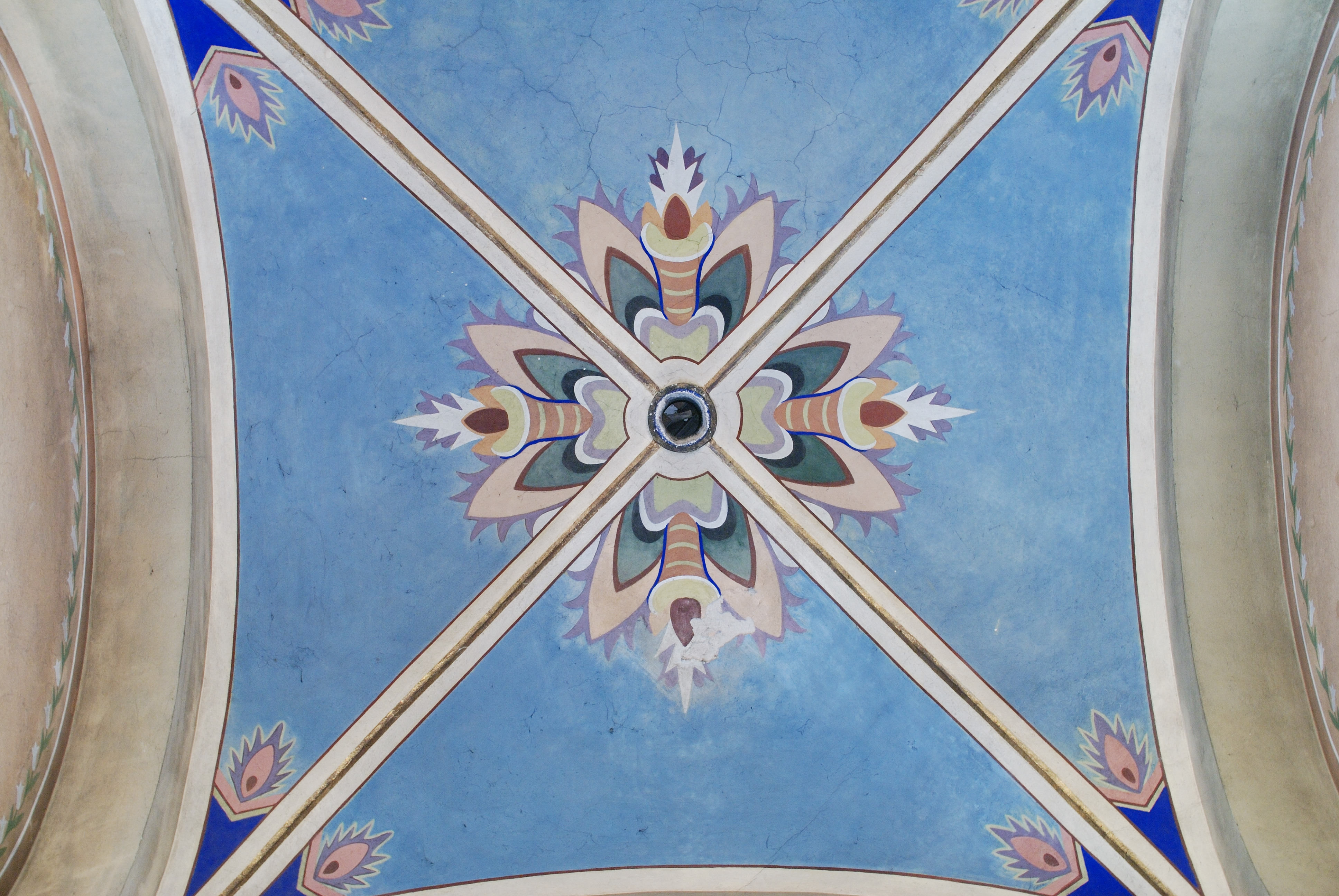
sklepienie, kaplica, nawa lewa
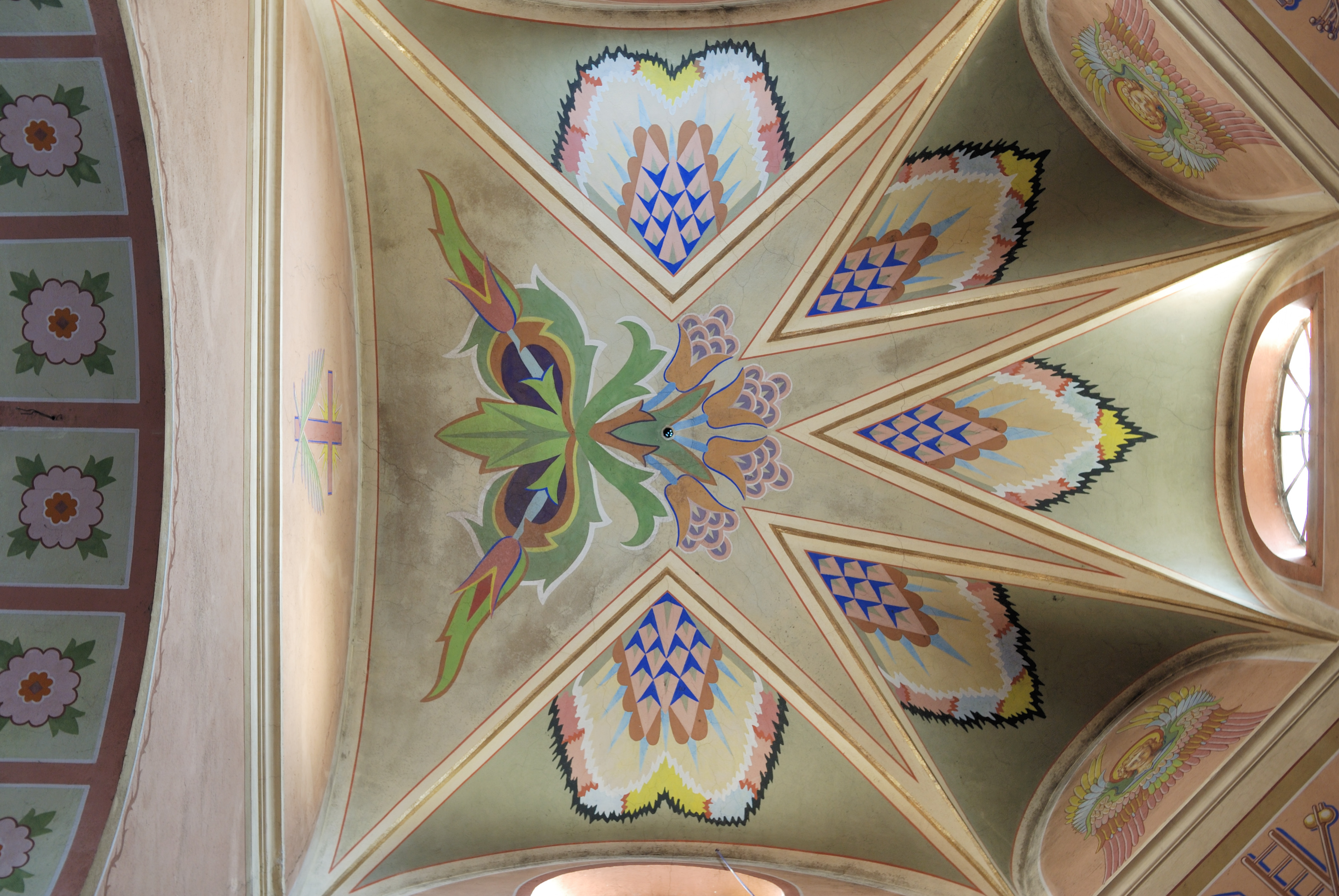
sklepienie, kaplica, nawa prawa
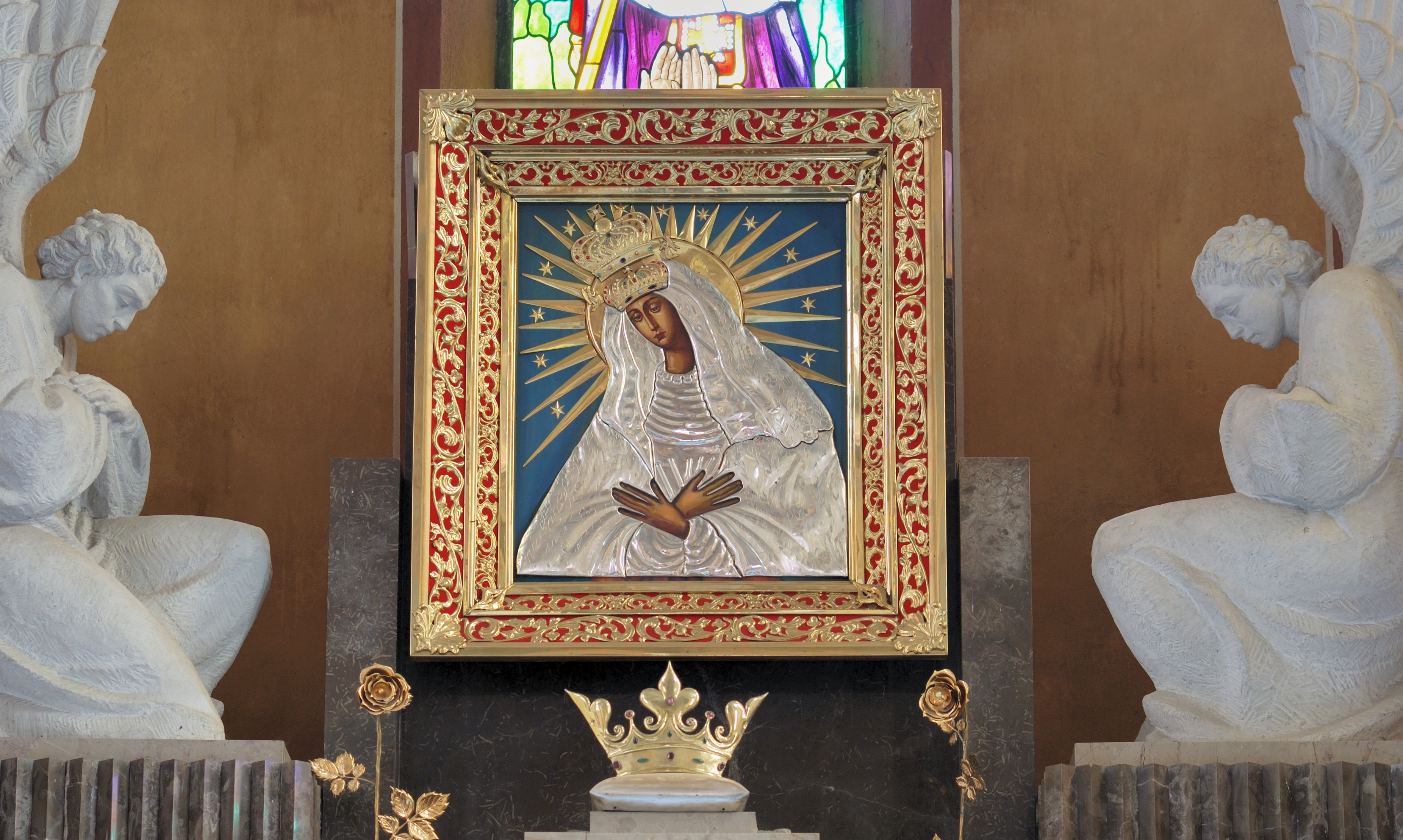
MB Ostrobramska, ołtarz główny